# Yogetor spiralis
Yogetor spiralis är en spindelart som beskrevs av Wesolowska, Tomasiewicz 2008. Yogetor spiralis ingår i släktet Yogetor och familjen hoppspindlar. Inga underarter finns listade i Catalogue of Life.